# Eduard Borovský
Eduard Borovský (* 1. srpna 1938) je bývalý slovenský fotbalista, útočník a fotbalový trenér.

## Fotbalová kariéra
V československé lize hrál za Duklu Pardubice a Slovan Nitra. Nastoupil v 50 ligových utkáních a dal 7 gólů. Dále hrál i za TJ VŽKG Ostrava.

## Ligová bilance
| Ročník                                   | Zápasy | Góly | Klub            |
| ---------------------------------------- | ------ | ---- | --------------- |
| 1. československá fotbalová liga 1958/59 | 7      | 0    | Dukla Pardubice |
| 1. československá fotbalová liga 1959/60 | 19     | 2    | Dukla Pardubice |
| 2. československá fotbalová liga 1960/61 | -      | -    | TJ VŽKG Ostrava |
| 1. československá fotbalová liga 1962/63 | 24     | 7    | Slovan Nitra    |
| CELKEM 1. liga                           | 50     | 7    |                 |

## Trenérská kariéra
- 1973/74 TJ Slovan Hlohovec – hlavní trenér
- 1981/82 TJ Plastika Nitra – asistent
- 1982/83 TJ Plastika Nitra – asistent, hlavní trenér 13.–15. kolo